# RGF Staffing
RGF Staffing B.V. (tidligere USG People) er et nederlandsk vikar- og rekrutteringsbureau med hovedkvarter i Almere. Det blev etableret i 1972 som Unique Uitzendburo af Alex Mulder. Virksomhedens primære markeder er Nederlandene, Belgien og Frankrig. I 2016 blev virksomheden opkøbt af japanske Recruit Holdings og den fik efterfølgende navnet RGF Staffing.